# Coupe de la Ligue de hockey sur glace 2014-2015
Navigation
Coupe de la Ligue 2014 Coupe de la Ligue 2016
La Coupe de la Ligue de hockey sur glace 2014-2015 est la neuvième édition de cette compétition française. La finale de la Coupe a lieu le 30 décembre 2014.

## Déroulement
La Coupe de la Ligue débute le 25 août 2014. Elle compte seize équipes, quatorze de Ligue Magnus, une de Division 1, les Boxers de Bordeaux ainsi que l'équipe de France des moins de 20 ans. La première phase de la compétition comprend 4 poules de quatre équipes. Ces équipes se rencontrent entre elles en match aller-retour. À l'issue de cette phase, les deux premiers de chaque poule se qualifient pour les quarts de finale. Les matchs en élimination directe se déroulent en matchs aller-retour hormis la finale qui se joue sur un match unique.

## Première phase

### Groupe A
| Clt   | Équipe             | PJ | V | VP | D | DP | BP | BC | Pts |
| ----- | ------------------ | -- | - | -- | - | -- | -- | -- | --- |
| +001, | Ducs d'Angers      | 6  | 5 | 0  | 1 | 0  | 28 | 5  | 10  |
| +002, | Albatros de Brest  | 6  | 3 | 1  | 2 | 0  | 16 | 21 | 8   |
| +003, | Boxers de Bordeaux | 6  | 2 | 0  | 3 | 1  | 19 | 21 | 5   |
| +004, | Drakkars de Caen   | 6  | 1 | 0  | 5 | 0  | 10 | 26 | 2   |

| 9 septembre 2014 | Brest | 5-4 (pr) (1-1, 2-2, 1-1, 1-0) | Bordeaux | Rinkla Stadium 705 spectateurs |

| Feuille de match | Feuille de match | Feuille de match                    | Feuille de match | Feuille de match                                           |
| ---------------- | --- | ----------------------------------- | --- | ---------------------------------------------------------- |
|                  | - Romand (Bertein) — 16 min Quesnel (Breault) — 20 min 27 s Dian — 22 min 6 s - Romand (Dian, Prosvic) — 54 min 43 s Prosvic (Gréverend, Dian) — 67 min 5 s | 0-1 1-1 2-1 3-1 3-2 3-3 3-4 4-4 5-4 | Mariage — 9 min 43 s - Hampl (Zeliska) — 30 min 4 s Fournier (Desrosiers, Paquin) — 36 min 7 s Zeliska — 48 min 19 s - | Arbitrage : Jérémy Rauline Charlotte Girard Jérémie Douchy |
| Léo Bertein      | Gardiens | Sebastian Ylönen                    | | Arbitrage : Jérémy Rauline Charlotte Girard Jérémie Douchy |
| 10 min           | Pénalités | 24 min                              | | Arbitrage : Jérémy Rauline Charlotte Girard Jérémie Douchy |
| 40               | Tirs | 42                                  | | Arbitrage : Jérémy Rauline Charlotte Girard Jérémie Douchy |

| 9 septembre 2014 | Angers | 7-1 (2-1, 2-0, 3-0) | Caen | Patinoire du Haras 509 spectateurs |

| Feuille de match     | Feuille de match | Feuille de match                | Feuille de match                               | Feuille de match                                             |
| -------------------- | --- | ------------------------------- | ---------------------------------------------- | ------------------------------------------------------------ |
|                      | Campbell — 10 min 18 s Bahain (Henderson, Gaborit) — 14 min 39 s - Bisaillon (Tifu, Gaborit) — 33 min 24 s (IN) Gaborit (Skinnars, Tifu) — 34 min 42 s (SN) Gaborit (Aubé, Bisaillon) — 41 min Skinnars (Tifu, Crowder) — 52 min 36 s Crowder (Busto, Skinnars) — 59 min 26 s | 1-0 2-0 2-1 3-1 4-1 5-1 6-1 7-1 | - Gauthier (Gliga, Gyesbreghs) — 17 min 42 s - | Arbitrage : Nicolas Barbez Matthieu Loos Sébastien Levasseur |
| Jean-Sébastien Aubin | Gardiens | Quentin Kello                   |                                                | Arbitrage : Nicolas Barbez Matthieu Loos Sébastien Levasseur |
| 4 min                | Pénalités | 24 min                          |                                                | Arbitrage : Nicolas Barbez Matthieu Loos Sébastien Levasseur |
| 40                   | Tirs | 20                              |                                                | Arbitrage : Nicolas Barbez Matthieu Loos Sébastien Levasseur |

| 16 septembre 2014 | Caen | 4-2 (0-1, 1-1, 3-0) | Brest | Patinoire de Caen la mer 420 spectateurs |

| Feuille de match | Feuille de match | Feuille de match        | Feuille de match                                          | Feuille de match                                                   |
| ---------------- | --- | ----------------------- | --------------------------------------------------------- | ------------------------------------------------------------------ |
|                  | - Carr (Arnaud, Gauthier) — 38 min 43 s Deshaies (Chauvel, Gauthier) — 46 min 4 s (SN) Chauvel (Gauthier) — 51 min 1 s Gauthier (Barlock) — 59 min 22 s | 0-1 0-2 1-2 2-2 3-2 4-2 | Romand (Dian) — 5 min 32 s Breault (Hartung) — 21 min 2 s | Arbitrage : Alexandre Bourreau Romain Herrault Aurélien Smeeckaert |
| Michael Dupont   | Gardiens | Léo Bertein             |                                                           | Arbitrage : Alexandre Bourreau Romain Herrault Aurélien Smeeckaert |
| 10 min           | Pénalités | 10 min                  |                                                           | Arbitrage : Alexandre Bourreau Romain Herrault Aurélien Smeeckaert |
| 34               | Tirs | 25                      |                                                           | Arbitrage : Alexandre Bourreau Romain Herrault Aurélien Smeeckaert |

| 16 septembre 2014 | Bordeaux | 1-4 (0-1, 0-3, 1-0) | Angers | Patinoire de Mériadeck 1 278 spectateurs |

| Feuille de match                 | Feuille de match              | Feuille de match     | Feuille de match | Feuille de match                                            |
| -------------------------------- | ----------------------------- | -------------------- | --- | ----------------------------------------------------------- |
|                                  | - Kulha (Boubé) — 49 min 47 s | 0-1 0-2 0-3 0-4 1-4  | Albert (Mrena, Lefebvre) — 10 min 55 s (SN) Albert — 22 min 9 s (SN) Tifu — 33 min 19 s Gaborit (Skinnars, Crowder) — 39 min 10 s (SN) - | Arbitrage : Laurent Garbay Vincent Peignault Jeremy Poulain |
| Sebastian Ylönen Mickaël Gasnier | Gardiens                      | Jean-Sébastien Aubin | | Arbitrage : Laurent Garbay Vincent Peignault Jeremy Poulain |
| 43 min                           | Pénalités                     | 20 min               | | Arbitrage : Laurent Garbay Vincent Peignault Jeremy Poulain |
|                                  |                               |                      | | Arbitrage : Laurent Garbay Vincent Peignault Jeremy Poulain |

| 23 septembre 2014 | Angers | 9-0 (2-0, 3-0, 4-0) | Brest | Patinoire du Haras 655 spectateurs |

| Feuille de match     | Feuille de match | Feuille de match                    | Feuille de match | Feuille de match                                            |
| -------------------- | --- | ----------------------------------- | ---------------- | ----------------------------------------------------------- |
|                      | Campbell (Crosnier, Griet) — 10 min 13 s Campbell (Walls, Lefebvre) — 12 min 27 s (SN) Crosnier (Albert) — 27 min 14 s Lévèque (Campbell) — 27 min 52 s Campbell (Busto) — 31 min 28 s (SN) Crosnier (Walls, Busto) — 43 min 32 s Bisaillon (Tifu, Albert) — 45 min 27 s (SN) Walls (Bisaillon) — 53 min 16 s Crosnier (Tifu, Crowder) — 59 min 45 s | 1-0 2-0 3-0 4-0 5-0 6-0 7-0 8-0 9-0 | -                | Arbitrage : Alexandre Hauchart Pierre Dehaen Jérémie Douchy |
| Jean-Sébastien Aubin | Gardiens | Léo Bertein                         |                  | Arbitrage : Alexandre Hauchart Pierre Dehaen Jérémie Douchy |
| 6 min                | Pénalités | 32 min                              |                  | Arbitrage : Alexandre Hauchart Pierre Dehaen Jérémie Douchy |
| 47                   | Tirs | 24                                  |                  | Arbitrage : Alexandre Hauchart Pierre Dehaen Jérémie Douchy |

| 23 septembre 2014 | Caen | 1-6 (1-2, 0-3, 0-1) | Bordeaux | Patinoire de Caen la mer 520 spectateurs |

| Feuille de match | Feuille de match                             | Feuille de match            | Feuille de match | Feuille de match                                                      |
| ---------------- | -------------------------------------------- | --------------------------- | --- | --------------------------------------------------------------------- |
|                  | Gauthier (Chauvel, Gyesbreghs) — 5 min 3 s - | 1-0 1-1 1-2 1-3 1-4 1-5 1-6 | - Fournier (Desrosiers, Decock) — 12 min 56 s Gillet (Paquin, Desrosiers) — 16 min 58 s (SN) Cadren — 24 min 22 s (IN) Fournier (Cadren, Ylönen) — 25 min 16 s Mariage (Žemva, Horrut) — 35 min 28 s Decock (Gillet, Paquin) — 49 min 58 s (SN) | Arbitrage : Benjamin Gremion Clément Goncalves Charles-Édouard Salmon |
| Quentin Kello    | Gardiens                                     | Sebastian Ylönen            | | Arbitrage : Benjamin Gremion Clément Goncalves Charles-Édouard Salmon |
| 22 min           | Pénalités                                    | 14 min                      | | Arbitrage : Benjamin Gremion Clément Goncalves Charles-Édouard Salmon |
| 42               | Tirs                                         | 22                          | | Arbitrage : Benjamin Gremion Clément Goncalves Charles-Édouard Salmon |

| 30 septembre 2014 | Brest | 1-0 (1-0, 0-0, 0-0) | Angers | Rinkla Stadium 512 spectateurs |

| Feuille de match | Feuille de match                             | Feuille de match                 | Feuille de match | Feuille de match                                                  |
| ---------------- | -------------------------------------------- | -------------------------------- | ---------------- | ----------------------------------------------------------------- |
|                  | Gréverend (J. Avenel, G. Avenel) — 2 min 7 s | 1-0                              | -                | Arbitrage : Damien Bliek Charles-Édouard Salmon Clément Goncalves |
| Léo Bertein      | Gardiens                                     | Jean-Sébastien Aubin Alexis Neau |                  | Arbitrage : Damien Bliek Charles-Édouard Salmon Clément Goncalves |
| 25 min           | Pénalités                                    | 8 min                            |                  | Arbitrage : Damien Bliek Charles-Édouard Salmon Clément Goncalves |
| 4                | Tirs                                         | 46                               |                  | Arbitrage : Damien Bliek Charles-Édouard Salmon Clément Goncalves |

| 30 septembre 2014 | Bordeaux | 5-1 (1-0, 1-0, 3-1) | Caen | Patinoire de Mériadeck 1 750 spectateurs |

| Feuille de match | Feuille de match | Feuille de match        | Feuille de match           | Feuille de match                                                |
| ---------------- | --- | ----------------------- | -------------------------- | --------------------------------------------------------------- |
|                  | Desrosiers (Ylönen, Esipov) — 5 min 45 s (SN) Decock (Desrosiers, Paquin) — 26 min 55 s - Fournier (55) — 52 s (IN) Kulha (Zeliska) — 58 min 36 s (SN) Decock (Fournier, Majerčák) — 59 min 10 s (SN) | 1-0 2-0 2-1 3-1 4-1 5-1 | - Gauthier — 42 min 22 s - | Arbitrage : Marie-Tjana Picavet Jérémy Poulain Guillaume Barthe |
| Sebastian Ylönen | Gardiens | Quentin Kello           |                            | Arbitrage : Marie-Tjana Picavet Jérémy Poulain Guillaume Barthe |
| 10 min           | Pénalités | 12 min                  |                            | Arbitrage : Marie-Tjana Picavet Jérémy Poulain Guillaume Barthe |
|                  | |                         |                            | Arbitrage : Marie-Tjana Picavet Jérémy Poulain Guillaume Barthe |

| 7 octobre 2014 | Bordeaux | 2-4 (0-1, 1-1, 1-2) | Brest | Patinoire de Mériadeck 1 337 spectateurs |

| Feuille de match | Feuille de match                                                          | Feuille de match        | Feuille de match | Feuille de match                                         |
| ---------------- | ------------------------------------------------------------------------- | ----------------------- | --- | -------------------------------------------------------- |
|                  | - Gillet — 33 min 36 s (IN) Cadren (Paradis, Lafrancesca) — 44 min 52 s - | 0-1 0-2 1-2 2-2 2-3 2-4 | G. Avenel (Romand, Reddick) — 12 min 22 s (SN) Prosvic (Dian, Hartung) — 30 min 1 s (SN) - Hartung (Breault, Tô-Landry) — 47 min 23 s Dian (Romand, Prosvic) — 59 min 51 s | Arbitrage : Savice Fabre Guillaume Barthe Jeremy Poulain |
| Sebastian Ylönen | Gardiens                                                                  | Léo Bertein             | | Arbitrage : Savice Fabre Guillaume Barthe Jeremy Poulain |
| 12 min           | Pénalités                                                                 | 8 min                   | | Arbitrage : Savice Fabre Guillaume Barthe Jeremy Poulain |
|                  |                                                                           |                         | | Arbitrage : Savice Fabre Guillaume Barthe Jeremy Poulain |

| 7 octobre 2014 | Caen | 1-2 (0-0, 1-0, 0-2) | Angers | Patinoire de Caen la mer |

| Feuille de match | Feuille de match                      | Feuille de match | Feuille de match                                                                         | Feuille de match                                             |
| ---------------- | ------------------------------------- | ---------------- | ---------------------------------------------------------------------------------------- | ------------------------------------------------------------ |
|                  | Robert (Doyle, Gliga) — 23 min 34 s - | 1-0 1-1 1-2      | - Lefebvre (Crowder, Gaborit) — 50 min 11 s (SN) Crowder (Lefebvre, Busto) — 56 min 37 s | Arbitrage : Alexandre Bourreau Charlotte Girard Jérémy Kahli |
| Michael Dupont   | Gardiens                              | Alexis Neau      |                                                                                          | Arbitrage : Alexandre Bourreau Charlotte Girard Jérémy Kahli |
| 14 min           | Pénalités                             | 16 min           |                                                                                          | Arbitrage : Alexandre Bourreau Charlotte Girard Jérémy Kahli |
| 16               | Tirs                                  | 52               |                                                                                          | Arbitrage : Alexandre Bourreau Charlotte Girard Jérémy Kahli |

| 14 octobre 2014 | Brest | 4-2 (1-0, 2-0, 1-2) | Caen | Rinkla Stadium 625 spectateurs |

| Feuille de match | Feuille de match | Feuille de match        | Feuille de match                                                                     | Feuille de match                                            |
| ---------------- | --- | ----------------------- | ------------------------------------------------------------------------------------ | ----------------------------------------------------------- |
|                  | Dian (Prosvic, Reddick) — 1 min 10 s Tô-Landry (Quesnel, Hartung) — 20 min 44 s Breault (Tô-Landry, Quesnel) — 30 min 56 s - Romand (Holík, Reddick) — 52 min 41 s - | 1-0 2-0 3-0 3-1 4-1 4-2 | - Gauthier (Gyesbreghs, Pain) — 40 min 35 s - Doyle (Gauthier, Arnaud) — 53 min 42 s | Arbitrage : Alexandre Bourreau Pierre Dehaen Jérémie Douchy |
| Léo Bertein      | Gardiens | Quentin Kello           |                                                                                      | Arbitrage : Alexandre Bourreau Pierre Dehaen Jérémie Douchy |
| 2 min            | Pénalités | 2 min                   |                                                                                      | Arbitrage : Alexandre Bourreau Pierre Dehaen Jérémie Douchy |
| 46               | Tirs | 33                      |                                                                                      | Arbitrage : Alexandre Bourreau Pierre Dehaen Jérémie Douchy |

| 14 octobre | Angers | 6-1 (2-0, 2-1, 2-0) | Bordeaux | Patinoire du Haras 800 spectateurs |

| Feuille de match | Feuille de match | Feuille de match            | Feuille de match                            | Feuille de match                                                  |
| ---------------- | --- | --------------------------- | ------------------------------------------- | ----------------------------------------------------------------- |
|                  | Bisaillon (Skinnars, Campbell) — 26 s Tifu — 3 min 59 s Lefebvre (Crowder, Tifu) — 24 min 50 s Lefebvre (Bisaillon, Tifu) — 28 min 49 s (SN) - Gaborit (Henderson) — 50 min 16 s Gaborit (Crowder, Tifu) — 57 min 25 s (SN) | 1-0 2-0 3-0 4-0 4-1 5-1 6-1 | - Rambelo (Paradis, Cadren) — 30 min 29 s - | Arbitrage : Laurent Garbay Vincent Peignault Anne-Sophie Boniface |
| Alexis Neau      | Gardiens | Sebastian Ylönen            |                                             | Arbitrage : Laurent Garbay Vincent Peignault Anne-Sophie Boniface |
| 4 min            | Pénalités | 8 min                       |                                             | Arbitrage : Laurent Garbay Vincent Peignault Anne-Sophie Boniface |
| 48               | Tirs | 25                          |                                             | Arbitrage : Laurent Garbay Vincent Peignault Anne-Sophie Boniface |

### Groupe B
| Clt   | Équipe                     | PJ | V | VP | D | DP | BP | BC | Pts |
| ----- | -------------------------- | -- | - | -- | - | -- | -- | -- | --- |
| +001, | Dragons de Rouen           | 6  | 5 | 0  | 1 | 0  | 29 | 17 | 10  |
| +002, | Gamyo Épinal               | 6  | 3 | 1  | 2 | 0  | 27 | 21 | 8   |
| +003, | Gothiques d'Amiens         | 6  | 3 | 0  | 2 | 1  | 18 | 20 | 7   |
| +004, | Étoile noire de Strasbourg | 6  | 0 | 0  | 6 | 0  | 14 | 30 | 0   |

| 9 septembre 2014 | Amiens | 2-6 (1-4, 1-2, 0-0) | Rouen | Coliseum |

| Feuille de match                    | Feuille de match                                                                          | Feuille de match                | Feuille de match | Feuille de match                                           |
| ----------------------------------- | ----------------------------------------------------------------------------------------- | ------------------------------- | --- | ---------------------------------------------------------- |
|                                     | Champagne (Bruijsten, Bélanger) — 1 min 5 s - Thomas (VanderVeeken, Bault) — 26 min 8 s - | 1-0 1-1 1-2 1-3 1-4 1-5 2-5 2-6 | - Charland (Leveillé, Desrosiers) — 5 min 24 s Desrosiers (Lampérier) — 10 min 45 s Guillemain (Lacroix, Desrosiers) — 11 min 11 s Lacroix (Charland, Desrosiers) — 14 min 48 s Lampérier (Leveillé, Guénette) — 23 min 17 s - Desrosiers — 34 min 6 s | Arbitrage : Alexandre Bourreau Pierre Dehaen Jérémy Metais |
| Guillaume Duquesne Corentin Cunsolo | Gardiens                                                                                  | Nicola Riopel                   | | Arbitrage : Alexandre Bourreau Pierre Dehaen Jérémy Metais |
| 29 min                              | Pénalités                                                                                 | 18 min                          | | Arbitrage : Alexandre Bourreau Pierre Dehaen Jérémy Metais |
| 24                                  | Tirs                                                                                      | 21                              | | Arbitrage : Alexandre Bourreau Pierre Dehaen Jérémy Metais |

| 9 septembre 2014 | Épinal | 6-1 (3-0, 1-0, 2-1) | Strasbourg | Patinoire de Poissompré 850 spectateurs |

| Feuille de match | Feuille de match | Feuille de match            | Feuille de match   | Feuille de match                                               |
| ---------------- | --- | --------------------------- | ------------------ | -------------------------------------------------------------- |
|                  | Kuralt (Ograjenšek, Petrák) — 1 min 19 s Petrák (Ouimet, Plch) — 5 min 10 s Beron (Plch, Petrák) — 17 min 9 s (SN) Plch (Beron) — 29 min 13 s - Baazzi (Beron, Petrák) — 57 min 29 s Kuralt (Ograjenšek) — 59 min 50 s (IN) | 1-0 2-0 3-0 4-0 4-1 5-1 6-1 | - Shupe — 46 min - | Arbitrage : Benjamin Gremion Sébastien Geoffroy David Courgeon |
| Andrej Hočevar   | Gardiens | Gilles Beck                 |                    | Arbitrage : Benjamin Gremion Sébastien Geoffroy David Courgeon |
| 14 min           | Pénalités | 10 min                      |                    | Arbitrage : Benjamin Gremion Sébastien Geoffroy David Courgeon |
| 26               | Tirs | 35                          |                    | Arbitrage : Benjamin Gremion Sébastien Geoffroy David Courgeon |

| 16 septembre 2014 | Strasbourg | 1-2 (0-0, 1-2, 0-0) | Amiens | Patinoire Iceberg 721 spectateurs |

| Feuille de match | Feuille de match                    | Feuille de match | Feuille de match                                                                 | Feuille de match                                             |
| ---------------- | ----------------------------------- | ---------------- | -------------------------------------------------------------------------------- | ------------------------------------------------------------ |
|                  | - Danford (Pardavý) — 24 min 24 s - | 0-1 1-1 1-2      | Stockton (Bruijsten, Rioux) — 22 min - Gannon (Champagne, Bélanger) — 36 min 2 s | Arbitrage : Nicolas Barbez Sébastien Geoffroy Thomas Caillot |
| Gilles Beck      | Gardiens                            | Mitch O'Keefe    |                                                                                  | Arbitrage : Nicolas Barbez Sébastien Geoffroy Thomas Caillot |
| 2 min            | Pénalités                           | 16 min           |                                                                                  | Arbitrage : Nicolas Barbez Sébastien Geoffroy Thomas Caillot |
| 28               | Tirs                                | 28               |                                                                                  | Arbitrage : Nicolas Barbez Sébastien Geoffroy Thomas Caillot |

| 16 septembre 2014 | Rouen | 6-4 (3-4, 1-0, 2-0) | Épinal | Île Lacroix 2 014 spectateurs |

| Feuille de match             | Feuille de match | Feuille de match                        | Feuille de match | Feuille de match                                            |
| ---------------------------- | --- | --------------------------------------- | --- | ----------------------------------------------------------- |
|                              | Charland (Coulombe, Desrosiers) — 7 min 8 s (SN) - Faure (Koudys) — 10 min 6 s Charland (Desrosiers, Cunningham) — 11 min 38 s (SN) - Leveillé (Thinel, Cunningham) — 37 min 42 s (SN) Charland (Desrosiers, Coulombe) — 40 min 36 s (SN) Charland (Desrosiers, Koudys) — 43 min 17 s (SN) | 1-0 1-1 2-1 3-1 3-2 3-3 3-4 4-4 5-4 6-4 | - Kuralt (Petrák) — 7 min 28 s - Ouimet (Le Blond, Kara) — 12 min 31 s (IN) Offret — 16 min 30 s (TP) Kuralt (Ograjenšek, Petrák) — 18 min 32 s - | Arbitrage : Damien Bliek Anne-Sophie Boniface Matthieu Loos |
| Nicola Riopel Fabrice Lhenry | Gardiens | Andrej Hočevar                          | | Arbitrage : Damien Bliek Anne-Sophie Boniface Matthieu Loos |
| 34 min                       | Pénalités | 53 min                                  | | Arbitrage : Damien Bliek Anne-Sophie Boniface Matthieu Loos |
| 38                           | Tirs | 18                                      | | Arbitrage : Damien Bliek Anne-Sophie Boniface Matthieu Loos |

| 23 septembre 2014 | Épinal | 5-4 (pr) (2-3, 1-0, 1-1, 1-0) | Amiens | Patinoire de Poissompré 1 190 spectateurs |

| Feuille de match | Feuille de match | Feuille de match                    | Feuille de match | Feuille de match                                        |
| ---------------- | --- | ----------------------------------- | --- | ------------------------------------------------------- |
|                  | Goulet (Ograjenšek, Petrák) — 1 min 58 s (SN) Kuralt (Ograjenšek, Goulet) — 11 min 1 s - Kuralt (Ograjenšek, Hordelalay) — 25 min 23 s - Goulet (Ograjenšek, Petrák) — 52 min 52 s (SN) Plch (Baazzi, Goulet) — 61 min 5 s | 1-0 2-0 2-1 2-2 2-3 3-3 3-4 4-4 5-4 | - Champagne (Bruijsten, VanderVeeken) — 13 min 13 s (SN) Champagne (Stockton, VanderVeeken) — 15 min 36 s (SN) Bruijsten (Stockton, VanderVeeken) — 18 min 5 s (SN) - Bruijsten (VanderVeeken, Bélanger) — 51 min 41 s (SN) - | Arbitrage : Jérémy Rauline David Courgeon Jérémy Metais |
| Andrej Hočevar   | Gardiens | Mitch O'Keefe                       | | Arbitrage : Jérémy Rauline David Courgeon Jérémy Metais |
| 14 min           | Pénalités | 22 min                              | | Arbitrage : Jérémy Rauline David Courgeon Jérémy Metais |
| 34               | Tirs | 38                                  | | Arbitrage : Jérémy Rauline David Courgeon Jérémy Metais |

| 23 septembre 2014 | Strasbourg | 5-8 (2-3, 1-2, 2-3) | Rouen | Patinoire Iceberg 952 spectateurs |

| Feuille de match | Feuille de match | Feuille de match                                    | Feuille de match | Feuille de match                                                 |
| ---------------- | --- | --------------------------------------------------- | --- | ---------------------------------------------------------------- |
|                  | Trudeau (Cibula, Pardavý) — 12 min 49 s - Goldberg (Pardavý, Cibula) — 17 min 21 s - Cibula (Peroff) — 38 min - Pardavý (Cibula) — 46 min 51 s - Peroff (Pardavý, Cibula) — 52 min 12 s | 1-0 1-1 1-2 2-2 2-3 2-4 3-4 3-5 3-6 3-7 4-7 4-8 5-8 | - Benoit (Leveillé, Coulombe) — 13 min 31 s Lampérier — 14 min 39 s - Saint-André (Guénette, Thinel) — 18 min 4 s Leveillé — 27 min 56 s - Leveillé (Benoit, Koudys) — 39 min 55 s Lacroix (Guillemain, Cunningham) — 40 min 18 s Koudys (Cunningham, Leveillé) — 45 min 11 s - Koudys — 48 min 13 s (IN) - | Arbitrage : Savice Fabre Sébastien Geoffroy Anne-Sophie Boniface |
| Gilles Beck      | Gardiens | Fabrice Lhenry                                      | | Arbitrage : Savice Fabre Sébastien Geoffroy Anne-Sophie Boniface |
| 33 min           | Pénalités | 20 min                                              | | Arbitrage : Savice Fabre Sébastien Geoffroy Anne-Sophie Boniface |
| 26               | Tirs | 41                                                  | | Arbitrage : Savice Fabre Sébastien Geoffroy Anne-Sophie Boniface |

| 30 septembre 2014 | Amiens | 2-4 (0-0, 1-3, 1-1) | Épinal | Coliseum 2 339 spectateurs |

| Feuille de match | Feuille de match                                                                                  | Feuille de match        | Feuille de match | Feuille de match                                                 |
| ---------------- | ------------------------------------------------------------------------------------------------- | ----------------------- | --- | ---------------------------------------------------------------- |
|                  | - Gannon (Carpentier, Serer) — 35 min 15 s - Bruijsten (Champagne, Bélanger) — 40 min 23 s (SN) - | 0-1 0-2 1-2 1-3 2-3 2-4 | Moisand (Kuralt, Ograjenšek) — 21 min 50 s Kara (Le Blond, Valier) — 33 min 29 s - Kuralt (Moisand, Ograjenšek) — 36 min 7 s - Plch — 42 min 36 s | Arbitrage : Alexandre Hauchart Thomas Caillot Joffrey Yssembourg |
| Mitch O'Keefe    | Gardiens                                                                                          | Andrej Hočevar          | | Arbitrage : Alexandre Hauchart Thomas Caillot Joffrey Yssembourg |
| 8 min            | Pénalités                                                                                         | 16 min                  | | Arbitrage : Alexandre Hauchart Thomas Caillot Joffrey Yssembourg |
| 14               | Tirs                                                                                              | 27                      | | Arbitrage : Alexandre Hauchart Thomas Caillot Joffrey Yssembourg |

| 30 septembre 2014 | Rouen | 3-1 (0-0, 1-1, 2-0) | Strasbourg | Île Lacroix 2 015 spectateurs |

| Feuille de match | Feuille de match | Feuille de match | Feuille de match                                | Feuille de match                                            |
| ---------------- | --- | ---------------- | ----------------------------------------------- | ----------------------------------------------------------- |
|                  | Lacroix (Desrosiers, Coulombe) — 27 min 56 s - Desrosiers (Charland, Lacroix) — 52 min 3 s Thinel — 59 min 28 s (IN) | 1-0 1-1 2-1 3-1  | - Bourgaut (Burgert, Striz) — 39 min 3 s (SN) - | Arbitrage : Benjamin Gremion Jérémie Douchy Romain Herrault |
| Nicola Riopel    | Gardiens | Gilles Beck      |                                                 | Arbitrage : Benjamin Gremion Jérémie Douchy Romain Herrault |
| 43 min           | Pénalités | 12 min           |                                                 | Arbitrage : Benjamin Gremion Jérémie Douchy Romain Herrault |
| 31               | Tirs | 19               |                                                 | Arbitrage : Benjamin Gremion Jérémie Douchy Romain Herrault |

| 7 octobre 2014 | Strasbourg | 4-6 (1-2, 1-2, 2-2) | Épinal | Patinoire Iceberg 1 048 spectateurs |

| Feuille de match | Feuille de match | Feuille de match                        | Feuille de match | Feuille de match                                               |
| ---------------- | --- | --------------------------------------- | --- | -------------------------------------------------------------- |
|                  | Bougé (Bourgaut, Baeumlin) — 10 min 1 s - Trudeau (Pardavý, Cibula) — 26 min 46 s (SN) - Cibula (Trudeau, Bruneteau) — 47 min 14 s Trudeau (Bruneteau, Danford) — 52 min 50 s - | 1-0 1-1 1-2 2-2 2-3 2-4 2-5 3-5 4-5 4-6 | - Ograjenšek (Beron, Moisand) — 11 min 40 s Beron (Ograjenšek, Susanj) — 16 min 19 s (SN) - Goulet (Petrák, Baazzi) — 28 min 30 s (SN) Kara (Petrák, Kuralt) — 29 min 58 s (2 SN) Valier (Rapenne, Moisand) — 43 min 21 s - Valier (Offret, Susanj) — 59 min 35 s (IN + CV) | Arbitrage : Geoffrey Barcelo David Courgeon Sébastien Geoffroy |
| Gilles Beck      | Gardiens | Andrej Hočevar Pierre Mauffrey          | | Arbitrage : Geoffrey Barcelo David Courgeon Sébastien Geoffroy |
| 18 min           | Pénalités | 22 min                                  | | Arbitrage : Geoffrey Barcelo David Courgeon Sébastien Geoffroy |
| 24               | Tirs | 30                                      | | Arbitrage : Geoffrey Barcelo David Courgeon Sébastien Geoffroy |

| 7 octobre 2014 | Rouen | 2-3 (0-2, 1-0, 1-1) | Amiens | Île Lacroix 2 746 spectateurs |

| Feuille de match | Feuille de match                                                                                   | Feuille de match    | Feuille de match | Feuille de match                                        |
| ---------------- | -------------------------------------------------------------------------------------------------- | ------------------- | --- | ------------------------------------------------------- |
|                  | - Guénette (Koudys, Manavian) — 31 min 27 s (SN) Lacroix (Thinel, Coulombe) — 46 min 43 s (2 SN) - | 0-1 0-2 1-2 2-2 2-3 | Bélanger — 8 min 12 s (SN) Stuart (Guillaume) — 10 min 31 s (SN) - Bruijsten (Bélanger, VanderVeeken) — 58 min 13 s (2 SN) | Arbitrage : Nicolas Barbez Matthieu Loos Thomas Caillot |
| Nicola Riopel    | Gardiens                                                                                           | Ramón Sopko         | | Arbitrage : Nicolas Barbez Matthieu Loos Thomas Caillot |
| 35 min           | Pénalités                                                                                          | 12 min              | | Arbitrage : Nicolas Barbez Matthieu Loos Thomas Caillot |
| 33               | Tirs                                                                                               | 24                  | | Arbitrage : Nicolas Barbez Matthieu Loos Thomas Caillot |

| 14 octobre 2014 | Amiens | 5-2 (2-0, 1-1, 2-1) | Strasbourg | Coliseum 2 630 spectateurs |

| Feuille de match | Feuille de match | Feuille de match            | Feuille de match                                                             | Feuille de match                                            |
| ---------------- | --- | --------------------------- | ---------------------------------------------------------------------------- | ----------------------------------------------------------- |
|                  | Bruijsten (Stockton, Bastien) — 1 min 38 s Kazarine (Dusseau) — 14 min 55 s - Stockton (Bélanger, Bruijsten) — 35 min 1 s (SN) Champagne (Kazarine) — 40 min 18 s - Bélanger (Champagne) — 51 min 26 s (SN) | 1-0 2-0 2-1 3-1 4-1 4-2 5-2 | - Goldberg (Bourgaut, Marcos) — 28 min 19 s - Cibula (Stříž) — 44 min 40 s - | Arbitrage : Jérémy Rauline Jérémy Kahli Aurélien Smeeckaert |
| Mitch O'Keefe    | Gardiens | Vladimír Hiadlovský         |                                                                              | Arbitrage : Jérémy Rauline Jérémy Kahli Aurélien Smeeckaert |
| 12 min           | Pénalités | 10 min                      |                                                                              | Arbitrage : Jérémy Rauline Jérémy Kahli Aurélien Smeeckaert |
| 24               | Tirs | 25                          |                                                                              | Arbitrage : Jérémy Rauline Jérémy Kahli Aurélien Smeeckaert |

| 14 octobre 2014 | Épinal | 2-4 (1-0, 1-3, 0-1) | Rouen | Patinoire de Poissompré 1 500 spectateurs |

| Feuille de match | Feuille de match                                                                      | Feuille de match        | Feuille de match | Feuille de match                                     |
| ---------------- | ------------------------------------------------------------------------------------- | ----------------------- | --- | ---------------------------------------------------- |
|                  | Ograjenšek (Moisand) — 8 min 26 s (SN) - Ograjenšek (Hordelalay) — 36 min 39 s (SN) - | 1-0 1-1 1-2 1-3 2-3 2-4 | - Lacroix (Coulombe, Dorey) — 25 min 59 s Thinel (Koudys, Coulombe) — 26 min 21 s Thinel (Guénette, Koudys) — 34 min 54 s - Charland (Coulombe, Desrosiers) — 51 min 4 s (SN) | Arbitrage : Nicolas Barbez Yann Furet David Courgeon |
| Andrej Hočevar   | Gardiens                                                                              | Fabrice Lhenry          | | Arbitrage : Nicolas Barbez Yann Furet David Courgeon |
| 8 min            | Pénalités                                                                             | 26 min                  | | Arbitrage : Nicolas Barbez Yann Furet David Courgeon |
| 32               | Tirs                                                                                  | 41                      | | Arbitrage : Nicolas Barbez Yann Furet David Courgeon |

### Groupe C
| Clt   | Équipe                                | PJ | V | VP | D | DP | BP | BC | Pts |
| ----- | ------------------------------------- | -- | - | -- | - | -- | -- | -- | --- |
| +001, | Ducs de Dijon                         | 6  | 4 | 0  | 2 | 0  | 29 | 14 | 8   |
| +002, | Chamois de Chamonix                   | 6  | 4 | 0  | 2 | 0  | 25 | 17 | 8   |
| +003, | Pingouins de Morzine-Avoriaz-Les Gets | 6  | 2 | 1  | 3 | 0  | 19 | 24 | 6   |
| +004, | Équipe de France des moins de 20 ans  | 6  | 1 | 0  | 4 | 1  | 14 | 32 | 3   |

| 25 août 2014 | France U20 | 1-6 (0-1, 1-1, 0-4) | Chamonix | Centre sportif Richard-Bozon 352 spectateurs |

| Feuille de match | Feuille de match                                 | Feuille de match            | Feuille de match | Feuille de match                                          |
| ---------------- | ------------------------------------------------ | --------------------------- | --- | --------------------------------------------------------- |
|                  | - Kazarine (Bozon, Leclerc) — 39 min 35 s (SN) - | 0-1 0-2 1-2 1-3 1-4 1-5 1-6 | Masson (Gras, Andersén) — 10 min 18 s Gras (Masson, Andersén) — 25 min (SN) - Arès (Bogdanoff) — 43 min 22 s Andersén (Masson, Hardy) — 43 min 49 s Tremblay (Bissonnette, Beaudry) — 52 min 18 s Masson (Hascoët, Bedin) — 59 min 10 s | Arbitrage : Alexis Grabit Frédéric Peuriere Joris Barcelo |
| Tom Aubrun       | Gardiens                                         | Victor Goy                  | | Arbitrage : Alexis Grabit Frédéric Peuriere Joris Barcelo |
| 12 min           | Pénalités                                        | 12 min                      | | Arbitrage : Alexis Grabit Frédéric Peuriere Joris Barcelo |
| 21               | Tirs                                             | 30                          | | Arbitrage : Alexis Grabit Frédéric Peuriere Joris Barcelo |

| 26 août 2014 | Chamonix | 3-1 (0-0, 1-0, 2-1) | France U20 | Centre sportif Richard-Bozon 327 spectateurs |

| Feuille de match  | Feuille de match | Feuille de match | Feuille de match                             | Feuille de match                                           |
| ----------------- | --- | ---------------- | -------------------------------------------- | ---------------------------------------------------------- |
|                   | Hardy (Masson) — 38 min 42 s (SN) Jestin (Beaudry, Bissonnette) — 43 min 15 s (SN) - Gras (Hardy) — 58 min 37 s (SN) | 1-0 2-0 2-1 3-1  | - Metais (Guillaume, Laplace) — 54 min 5 s - | Arbitrage : Jimmy Bergamelli Gildas Fontaine Joris Barcelo |
| Clément Fouquerel | Gardiens | Raphaël Garnier  |                                              | Arbitrage : Jimmy Bergamelli Gildas Fontaine Joris Barcelo |
| 16 min            | Pénalités | 28 min           |                                              | Arbitrage : Jimmy Bergamelli Gildas Fontaine Joris Barcelo |
| 44                | Tirs | 19               |                                              | Arbitrage : Jimmy Bergamelli Gildas Fontaine Joris Barcelo |

| 29 août 2014 | Morzine-Avoriaz-Les Gets | 4-3 (0-0, 3-2, 1-1) | France U20 | Škoda Arena 300 spectateurs |

| Feuille de match | Feuille de match | Feuille de match            | Feuille de match                                                                                                | Feuille de match                                      |
| ---------------- | --- | --------------------------- | --- | ----------------------------------------------------- |
|                  | Gaydon (J. Besson, Chabert) — 22 min 9 s Morgan (Holecko, Cruchandeau) — 23 min 27 s - J. Besson (Papa, Gray) — 26 min 21 s (SN) - Gaydon (Casini, Martin) — 52 min 10 s | 1-0 2-0 2-1 3-1 3-2 3-3 4-3 | - Bourgeois (Ville, Gallet) — 23 min 38 s (SN) - Faure (Dugast, Kazarine) — 27 min 25 s Leclerc — 40 min 30 s - | Arbitrage : Damien Bliek Damien Icard Gildas Fontaine |
| Andrew Hare      | Gardiens | Raphaël Garnier             | | Arbitrage : Damien Bliek Damien Icard Gildas Fontaine |
| 32 min           | Pénalités | 8 min                       | | Arbitrage : Damien Bliek Damien Icard Gildas Fontaine |
| 36               | Tirs | 29                          | | Arbitrage : Damien Bliek Damien Icard Gildas Fontaine |

| 30 août 2014 | France U20 | 4-5 (pr) (1-1, 2-2, 1-1, 0-1) | Morzine-Avoriaz-Les Gets | Škoda Arena 200 spectateurs |

| Feuille de match | Feuille de match | Feuille de match                    | Feuille de match | Feuille de match                                        |
| ---------------- | --- | ----------------------------------- | --- | ------------------------------------------------------- |
|                  | - Bozon (Bourgeois, Colotti) — 7 min 26 s - Guillaume (Dugast, Lamboley) — 21 min 50 s - Kazarine (Lanvers) — 30 min 16 s - Bozon (Leclerc, Gallet) — 58 min 2 s - | 0-1 1-1 1-2 2-2 2-3 3-3 3-4 4-4 4-5 | Valerko (Gray) — 4 min 7 s - Holecko (Gray, Morgan) — 21 min 27 s - Gray (Chabert, Morgan) — 23 min 39 s (SN) - Perrault (Papa) — 47 min 35 s - J. Besson (Papa, N. Besson) — 64 min 59 s | Arbitrage : Damien Bliek David Courgeon Gildas Fontaine |
| Tom Aubrun       | Gardiens | Andrew Hare                         | | Arbitrage : Damien Bliek David Courgeon Gildas Fontaine |
| 14 min           | Pénalités | 10 min                              | | Arbitrage : Damien Bliek David Courgeon Gildas Fontaine |
| 21               | Tirs | 42                                  | | Arbitrage : Damien Bliek David Courgeon Gildas Fontaine |

| Feuille de match      | Feuille de match | Feuille de match        | Feuille de match                                                                 | Feuille de match                                           |
| --------------------- | --- | ----------------------- | -------------------------------------------------------------------------------- | ---------------------------------------------------------- |
|                       | - Rech (Gascon, Dame-Malka) — 10 min 1 s Mulle (Kevorkian, Mahier) — 15 min 22 s Rech (Salmivirta, Briand) — 20 min 44 s (SN) Gauthier (Cacciotti, Quessandier) — 35 min 33 s (SN) - | 0-1 1-1 2-1 3-1 4-1 4-2 | Chauvière (Martin, Gaydon) — 7 min 3 s - Holecko (Morgan, Valerko) — 51 min 44 s | Arbitrage : Joris Barcelo Frédéric Peuriere Thomas Caillot |
| Henri-Corentin Buysse | Gardiens | Andrew Hare             |                                                                                  | Arbitrage : Joris Barcelo Frédéric Peuriere Thomas Caillot |
| 18 min                | Pénalités | 6 min                   |                                                                                  | Arbitrage : Joris Barcelo Frédéric Peuriere Thomas Caillot |
| 43                    | Tirs | 27                      |                                                                                  | Arbitrage : Joris Barcelo Frédéric Peuriere Thomas Caillot |

| 16 septembre 2014 | Chamonix | 7-2 (2-2, 2-0, 3-0) | Morzine-Avoriaz-Les Gets | Centre sportif Richard-Bozon 245 spectateurs |

| Feuille de match | Feuille de match | Feuille de match                    | Feuille de match                                                 | Feuille de match                                            |
| ---------------- | --- | ----------------------------------- | ---------------------------------------------------------------- | ----------------------------------------------------------- |
|                  | - Hascoët (Terrier) — 13 min 40 s Hardy (Gras, Masson) — 15 min 17 s (SN) Masson (Hardy, Hascoët) — 27 min 32 s (SN) Bissonnette (Beaudry, Tremblay) — 35 min 41 s (SN) Tremblay (Beaudry, Bissonnette) — 44 min 34 s Beaudry (Tremblay, Payette) — 50 min 46 s Torfou (Masson, Andersén) — 54 min 35 s | 0-1 0-2 1-2 2-2 3-2 4-2 5-2 6-2 7-2 | Gaydon (Casini) — 6 min 39 s Holecko (J. Besson) — 13 min 29 s - | Arbitrage : Bruno Colleoni Gabriel Pointel Benjamin Scolari |
| Victor Goy       | Gardiens | Benoît Niclot                       |                                                                  | Arbitrage : Bruno Colleoni Gabriel Pointel Benjamin Scolari |
| 10 min           | Pénalités | 24 min                              |                                                                  | Arbitrage : Bruno Colleoni Gabriel Pointel Benjamin Scolari |
| 52               | Tirs | 26                                  |                                                                  | Arbitrage : Bruno Colleoni Gabriel Pointel Benjamin Scolari |

| Feuille de match | Feuille de match                                | Feuille de match      | Feuille de match | Feuille de match                                           |
| ---------------- | ----------------------------------------------- | --------------------- | --- | ---------------------------------------------------------- |
|                  | - Chauvière (Papa, Martin) — 43 min 51 s (IN) - | 0-1 1-1 1-2 1-3       | Salmivirta (Gascon, Rech) — 37 s - Kevorkian (Gauthier, Mahier) — 50 min 6 s Cacciotti (Salmivirta, Gascon) — 51 min 4 s | Arbitrage : Damien Bliek Gwilherm Margry Frédéric Peuriere |
| Benoît Niclot    | Gardiens                                        | Henri-Corentin Buysse | | Arbitrage : Damien Bliek Gwilherm Margry Frédéric Peuriere |
| 12 min           | Pénalités                                       | 22 min                | | Arbitrage : Damien Bliek Gwilherm Margry Frédéric Peuriere |
| 34               | Tirs                                            | 24                    | | Arbitrage : Damien Bliek Gwilherm Margry Frédéric Peuriere |

| Feuille de match | Feuille de match         | Feuille de match                                  | Feuille de match | Feuille de match                                          |
| ---------------- | ------------------------ | ------------------------------------------------- | --- | --------------------------------------------------------- |
|                  | - Valier — 24 min 51 s - | 0-1 0-2 1-2 1-3 1-4 1-5 1-6 1-7 1-8 1-9 1-10 1-11 | Kevorkian (Briand) — 9 min 34 s Lardière (Gauthier, Chiappino) — 9 min 56 s - Chiappino (Mulle, Lardière) — 29 min 54 s Rech — 40 min 39 s (IN) Dame-Malka (Cacciotti, Gutierrez) — 43 min 25 s Mulle (Briand, Kevorkian) — 48 min Rech (Dame-Malka, Gascon) — 49 min 14 s (SN) Gutierrez (Cacciotti, Gauthier) — 53 min 57 s (SN) Mulle (Quessandier, Chiappino) — 54 min 9 s Mulle (Dame-Malka, Chiappino) — 54 min 40 s Kevorkian (Mulle, Dame-Malka) — 56 min 39 s | Arbitrage : Alexis Grabit Jérémy Kahli Sébastien Geoffroy |
| Tom Aubrun       | Gardiens                 | Juliàn Barrier-Heyligen                           | | Arbitrage : Alexis Grabit Jérémy Kahli Sébastien Geoffroy |
| 6 min            | Pénalités                | 10 min                                            | | Arbitrage : Alexis Grabit Jérémy Kahli Sébastien Geoffroy |
| 25               | Tirs                     | 55                                                | | Arbitrage : Alexis Grabit Jérémy Kahli Sébastien Geoffroy |

| 1er octobre 2014 | Morzine-Avoriaz-Les Gets | 5-3 (0-0, 2-2, 3-1) | Chamonix | Škoda Arena 110 spectateurs |

| Feuille de match | Feuille de match | Feuille de match                | Feuille de match | Feuille de match                                            |
| ---------------- | --- | ------------------------------- | --- | ----------------------------------------------------------- |
|                  | - Lovatsis (Papa) — 32 min 54 s - Chabert (Holecko) — 38 min 1 s Morgan — 51 min 43 s (SN) N. Besson (Valerko, Papa) — 52 min 52 s - Chabert (Morgan, Cruchandeau) — 59 min 45 s (CV) | 0-1 1-1 1-2 2-2 3-2 4-2 4-3 5-3 | Beaudry (Andersén, Jestin) — 26 min 40 s (SN) - Andersén (Masson, Payette) — 33 min 38 s - Tremblay (Beaudry, Bissonnette) — 57 min 25 s (SN) - | Arbitrage : Jérémy Rauline Guillaume Gielly Gwilherm Margry |
| Benoît Niclot    | Gardiens | Clément Fouquerel               | | Arbitrage : Jérémy Rauline Guillaume Gielly Gwilherm Margry |
| 18 min           | Pénalités | 4 min                           | | Arbitrage : Jérémy Rauline Guillaume Gielly Gwilherm Margry |
| 36               | Tirs | 35                              | | Arbitrage : Jérémy Rauline Guillaume Gielly Gwilherm Margry |

| Feuille de match        | Feuille de match | Feuille de match            | Feuille de match | Feuille de match                                                   |
| ----------------------- | --- | --------------------------- | --- | ------------------------------------------------------------------ |
|                         | - Cacciotti (Gutierrez, Gauthier) — 12 min 28 s (SN) Cacciotti (Gutierrez) — 21 min 12 s Rech (Gascon, Dame-Malka) — 23 min 30 s - | 0-1 1-1 2-1 3-1 3-2 3-3 3-4 | Colomban (Metais) — 1 min 48 s - Valier — 36 min 40 s Valier (Colotti) — 38 min 18 s Lanvers (Metais) — 52 min 50 s | Arbitrage : Alexandre Hauchart Anne-Sophie Boniface Thomas Caillot |
| Juliàn Barrier-Heyligen | Gardiens | Raphaël Garnier             | | Arbitrage : Alexandre Hauchart Anne-Sophie Boniface Thomas Caillot |
| 6 min                   | Pénalités | 2 min                       | | Arbitrage : Alexandre Hauchart Anne-Sophie Boniface Thomas Caillot |
| 53                      | Tirs | 25                          | | Arbitrage : Alexandre Hauchart Anne-Sophie Boniface Thomas Caillot |

| 7 octobre 2014 | Chamonix | 2-1 (0-0, 1-1, 1-0) | Dijon | Centre sportif Richard-Bozon 147 spectateurs |

| Feuille de match | Feuille de match                                                                            | Feuille de match        | Feuille de match                                     | Feuille de match                                        |
| ---------------- | ------------------------------------------------------------------------------------------- | ----------------------- | ---------------------------------------------------- | ------------------------------------------------------- |
|                  | Hardy (Bissonette, Beaudry) — 24 min 41 s - Arès (Biscard, Silvennoinen) — 40 min 37 s (IN) | 1-0 1-1 2-1             | - Gauthier (Dame-Malka, Gascon) — 37 min 29 s (SN) - | Arbitrage : Alexis Grabit Joris Barcelo Gwilherm Margry |
| Victor Goy       | Gardiens                                                                                    | Juliàn Barrier-Heyligen |                                                      | Arbitrage : Alexis Grabit Joris Barcelo Gwilherm Margry |
| 12 min           | Pénalités                                                                                   | 10 min                  |                                                      | Arbitrage : Alexis Grabit Joris Barcelo Gwilherm Margry |
| 36               | Tirs                                                                                        | 49                      |                                                      | Arbitrage : Alexis Grabit Joris Barcelo Gwilherm Margry |

| Feuille de match      | Feuille de match | Feuille de match                            | Feuille de match | Feuille de match                                           |
| --------------------- | --- | ------------------------------------------- | --- | ---------------------------------------------------------- |
|                       | Cacciotti (Roussel) — 9 min 42 s Gascon (Rech, Quessandier) — 15 min 29 s - Dame-Malka (Gascon) — 33 min 14 s Cacciotti (Roussel, Gutierrez) — 48 min 47 s (SN) Quessandier (Cacciotti, Roussel) — 51 min 11 s (2 IN) - Gutierrez — 53 min (IN) Rech — 58 min 7 s - | 1-0 2-0 2-1 2-2 3-2 4-2 5-2 5-3 6-3 7-3 7-4 | - Beaudry (Jestin) — 28 min 23 s (SN) Jestin (Beaudry, Bissonette) — 30 min 43 s (SN) - Andersén (Masson, Terrier) — 51 min 54 s (2 SN) - Terrier (Beaudry) — 59 min 7 s | Arbitrage : Savice Fabre Thomas Caillot Sébastien Geoffroy |
| Henri-Corentin Buysse | Gardiens | Victor Goy                                  | | Arbitrage : Savice Fabre Thomas Caillot Sébastien Geoffroy |
| 22 min                | Pénalités | 40 min                                      | | Arbitrage : Savice Fabre Thomas Caillot Sébastien Geoffroy |
| 43                    | Tirs | 40                                          | | Arbitrage : Savice Fabre Thomas Caillot Sébastien Geoffroy |

### Groupe D
| Clt   | Équipe                        | PJ | V | VP | D | DP | BP | BC | Pts |
| ----- | ----------------------------- | -- | - | -- | - | -- | -- | -- | --- |
| +001, | Rapaces de Gap                | 6  | 3 | 2  | 1 | 0  | 18 | 13 | 10  |
| +002, | Brûleurs de loups de Grenoble | 6  | 3 | 1  | 1 | 1  | 20 | 18 | 9   |
| +003, | Lions de Lyon                 | 6  | 1 | 0  | 3 | 2  | 18 | 23 | 4   |
| +004, | Diables rouges de Briançon    | 6  | 2 | 0  | 4 | 0  | 16 | 18 | 4   |

| 9 septembre 2014 | Lyon | 4-2 (1-2, 2-0, 1-0) | Briançon | Patinoire Charlemagne 1 726 spectateurs |

| Feuille de match | Feuille de match | Feuille de match        | Feuille de match                                                                    | Feuille de match                                           |
| ---------------- | --- | ----------------------- | ----------------------------------------------------------------------------------- | ---------------------------------------------------------- |
|                  | Biniek (Correia, Lebey) — 16 min 56 s Biniek (Breton, Lebey) — 30 min 13 s Laberge (Trefny, Lebey) — 33 min 5 s (SN) Biniek (Trefny) — 57 min 15 s | 0-1 0-2 1-2 2-2 3-2 4-2 | Labrecque (Chakiachvili, Jensen) — 36 s Bernier (Jensen, Chakiachvili) — 7 min 15 s | Arbitrage : Alexis Grabit Benjamin Scolari Gwilherm Margry |
| Matej Kristin    | Gardiens | Shane Madolora          |                                                                                     | Arbitrage : Alexis Grabit Benjamin Scolari Gwilherm Margry |
| 26 min           | Pénalités | 8 min                   |                                                                                     | Arbitrage : Alexis Grabit Benjamin Scolari Gwilherm Margry |
| 18               | Tirs | 21                      |                                                                                     | Arbitrage : Alexis Grabit Benjamin Scolari Gwilherm Margry |

| 9 septembre 2014 | Grenoble | 1-2 (TB) (0-0, 1-1, 0-0, 0-0, 0-1) | Gap | Patinoire Polesud 2 960 spectateurs |

| Feuille de match | Feuille de match                               | Feuille de match | Feuille de match                                      | Feuille de match                                            |
| ---------------- | ---------------------------------------------- | ---------------- | ----------------------------------------------------- | ----------------------------------------------------------- |
|                  | - Chouinard (Treille, Lessard) — 26 min 59 s - | 0-1 1-1 1-2      | Carter (Schmitt) — 25 min 19 s - Carter — 70 min (TB) | Arbitrage : Bruno Colleoni Guillaume Gielly Gabriel Pointel |
| Michal Zajkowski | Gardiens                                       | Charles Lavigne  |                                                       | Arbitrage : Bruno Colleoni Guillaume Gielly Gabriel Pointel |
| 10 min           | Pénalités                                      | 33 min           |                                                       | Arbitrage : Bruno Colleoni Guillaume Gielly Gabriel Pointel |
| 34               | Tirs                                           | 34               |                                                       | Arbitrage : Bruno Colleoni Guillaume Gielly Gabriel Pointel |

| 16 septembre 2014 | Briançon | 2-3 (1-1, 0-0, 1-3) | Gap | Patinoire René-Froger 1 693 spectateurs |

| Feuille de match | Feuille de match                                                               | Feuille de match        | Feuille de match | Feuille de match |
| ---------------- | ------------------------------------------------------------------------------ | ----------------------- | --- | ---------------- |
|                  | Igier (Bernier, Labrecque) — 5 min 50 s Igier (Jensen, McDonald) — 42 min 51 s | 0-1 1-1 1-2 2-2 2-3 2-4 | Valchar (Vondracek) — 35 s Pard (Bartman, Langlais) — 40 min 19 s Valchar (Carter, Bartman) — 45 min 8 s Carter (Wahl, Valchar) — 56 min 12 s |                  |
| Shane Madolora   | Gardiens                                                                       | Charles Lavigne         | |                  |
| 10 min           | Pénalités                                                                      | 6 min                   | |                  |
| 26               | Tirs                                                                           | 29                      | |                  |

| 16 septembre 2014 | Lyon | 2-3 (0-0, 2-1, 0-2) | Grenoble | Patinoire Charlemagne 2 490 spectateurs |

| Feuille de match | Feuille de match                                                                            | Feuille de match    | Feuille de match | Feuille de match                                            |
| ---------------- | ------------------------------------------------------------------------------------------- | ------------------- | --- | ----------------------------------------------------------- |
|                  | Eriksson (Gadoury, Couture) — 20 min 51 s Laberge (Biniek, Millerioux) — 23 min 35 s (SN) - | 1-0 2-0 2-1 2-2 2-3 | - Treille (Chouinard, Bouchard) — 26 min 21 s (SN) Treille (Šivic, Tartari) — 54 min 53 s (SN) Bouchard (Chouinard, Treille) — 57 min 8 s | Arbitrage : Joris Barcelo David Courgeon Bastien Germaneaud |
| Matej Kristin    | Gardiens                                                                                    | Michal Zajkowski    | | Arbitrage : Joris Barcelo David Courgeon Bastien Germaneaud |
| 12 min           | Pénalités                                                                                   | 8 min               | | Arbitrage : Joris Barcelo David Courgeon Bastien Germaneaud |
| 16               | Tirs                                                                                        | 38                  | | Arbitrage : Joris Barcelo David Courgeon Bastien Germaneaud |

| 18 septembre 2014 | Briançon | 4-2 (0-1, 2-1, 2-0) | Grenoble | Patinoire René-Froger 857 spectateurs |

| Feuille de match | Feuille de match | Feuille de match        | Feuille de match                                                                            | Feuille de match |
| ---------------- | --- | ----------------------- | ------------------------------------------------------------------------------------------- | ---------------- |
|                  | Bernier (Pritz, Labrecque) — 21 min 47 s (SN) Labrecque (Bernier, McDonald) — 41 min 39 s Raux (Jensen) — 43 min 12 s Jensen — 59 min 57 s (CV) | 0-1 1-1 1-2 2-2 3-2 4-2 | Roberts (Chouinard, Bouchard) — 5 min 45 s Chouinard (Tartari, Bouchard) — 30 min 15 s (SN) |                  |
| Antoine Bonvalot | Gardiens | Michal Zajkowski        |                                                                                             |                  |
| 6 min            | Pénalités | 10 min                  |                                                                                             |                  |
| 28               | Tirs | 32                      |                                                                                             |                  |

| 23 septembre 2014 | Gap | 3-2 (TB) (1-0, 1-1, 0-1, 0-0, 1-0) | Lyon | Stade de glace Alp'Arena 1 624 spectateurs |

| Feuille de match | Feuille de match                                                                                               | Feuille de match    | Feuille de match                                                        | Feuille de match                                           |
| ---------------- | --- | ------------------- | ----------------------------------------------------------------------- | ---------------------------------------------------------- |
|                  | Vondracek (Carter, Lévesque) — 8 min 18 s (SN) - Pard (Valchar, Goličič) — 32 min 54 s - Goličič — 70 min (TB) | 1-0 1-1 2-1 2-2 3-2 | - Eriksson (Ouellet) — 24 min 14 s - Eriksson (Correia) — 42 min 27 s - | Arbitrage : Jimmy Bergamelli Joris Barcelo Gabriel Pointel |
| Charles Lavigne  | Gardiens | Landry Macrez       |                                                                         | Arbitrage : Jimmy Bergamelli Joris Barcelo Gabriel Pointel |
| 4 min            | Pénalités | 8 min               |                                                                         | Arbitrage : Jimmy Bergamelli Joris Barcelo Gabriel Pointel |
| 45               | Tirs | 29                  |                                                                         | Arbitrage : Jimmy Bergamelli Joris Barcelo Gabriel Pointel |

| 30 septembre 2014 | Gap | 3-2 (1-1, 1-1, 1-0) | Briançon | Stade de glace Alp'Arena 2 331 spectateurs |

| Feuille de match | Feuille de match | Feuille de match    | Feuille de match                                                                     | Feuille de match                                            |
| ---------------- | --- | ------------------- | ------------------------------------------------------------------------------------ | ----------------------------------------------------------- |
|                  | Carter (Goličič, Langlais) — 11 min 10 s Trabichet (Rohat) — 30 min 47 s Valchar (Vondracek, Langlais) — 40 min 28 s | 0-1 1-1 1-2 2-2 3-2 | Frisk (Jensen, Raux) — 3 min 30 s McDonald (Di Dio Balsamo, Labrecque) — 27 min 41 s | Arbitrage : Bruno Colleoni Guillaume Gielly Gwilherm Margry |
| Charles Lavigne  | Gardiens | Antoine Bonvalot    |                                                                                      | Arbitrage : Bruno Colleoni Guillaume Gielly Gwilherm Margry |
| 6 min            | Pénalités | 2 min               |                                                                                      | Arbitrage : Bruno Colleoni Guillaume Gielly Gwilherm Margry |
| 37               | Tirs | 29                  |                                                                                      | Arbitrage : Bruno Colleoni Guillaume Gielly Gwilherm Margry |

| 30 septembre 2014 | Grenoble | 7-6 (pr) (1-3, 1-2, 4-1, 1-0) | Lyon | Patinoire Polesud 3 000 spectateurs |

| Feuille de match | Feuille de match | Feuille de match                                    | Feuille de match | Feuille de match                                       |
| ---------------- | --- | --------------------------------------------------- | --- | ------------------------------------------------------ |
|                  | - Lafrance (Bouchard, Perret) — 16 min 4 s - Perret (Bouchard, Milovanovič) — 38 min 47 s (IN) - Lessard (Baylacq) — 42 min 12 s Lessard (Šivic, Petit) — 42 min 36 s Bouchard (Roberts, Perret) — 44 min 30 s Chouinard (Bouchard, Perret) — 54 min 59 s (SN) Chouinard (Bouchard, Roberts) — 64 min 59 s (SN) | 0-1 0-2 1-2 1-3 1-4 1-5 2-5 2-6 3-6 4-6 5-6 6-6 7-6 | Couture (Gadoury, Trefny) — 2 min 8 s Couture (Eriksson, Hirvonen) — 12 min 35 s - Ouellet (Meilleur, Laberge) — 16 min 44 s Parker (Lebey) — 27 min 35 s Biniek (Parker) — 38 min 8 s - Biniek (Millerioux, Lebey) — 41 min 25 s - | Arbitrage : Savice Fabre Joris Barcelo Gabriel Pointel |
| Michal Zajkowski | Gardiens | Matej Kristin Landry Macrez                         | | Arbitrage : Savice Fabre Joris Barcelo Gabriel Pointel |
| 8 min            | Pénalités | 20 min                                              | | Arbitrage : Savice Fabre Joris Barcelo Gabriel Pointel |
| 38               | Tirs | 35                                                  | | Arbitrage : Savice Fabre Joris Barcelo Gabriel Pointel |

| 2 octobre 2014 | Briançon | 4-2 (1-0, 2-1, 1-1) | Lyon | Patinoire René-Froger 873 spectateurs |

| Feuille de match | Feuille de match | Feuille de match        | Feuille de match                                                                         | Feuille de match                                             |
| ---------------- | --- | ----------------------- | ---------------------------------------------------------------------------------------- | ------------------------------------------------------------ |
|                  | McDonald (Pritz, Chakiachvili) — 7 min 26 s (SN) Ankerst (Custosse, Michelon) — 28 min 3 s Cerkovnik (Farnier, Chakiachvili) — 33 min 58 s Ankerst (Pritz, Szélig) — 42 min 21 s | 1-0 2-0 3-0 3-1 4-1 4-2 | Laberge (Eriksson, Parker) — 36 min 29 s Trefny (Millerioux, Gadoury) — 57 min 29 s (SN) | Arbitrage : Alexis Grabit Benjamin Scolari Frédéric Peuriere |
| Antoine Bonvalot | Gardiens | Landry Macrez           |                                                                                          | Arbitrage : Alexis Grabit Benjamin Scolari Frédéric Peuriere |
| 10 min           | Pénalités | 12 min                  |                                                                                          | Arbitrage : Alexis Grabit Benjamin Scolari Frédéric Peuriere |
| 29               | Tirs | 17                      |                                                                                          | Arbitrage : Alexis Grabit Benjamin Scolari Frédéric Peuriere |

| 7 octobre 2014 | Gap | 2-4 (1-2, 1-1, 0-1) | Grenoble | Stade de glace Alp'Arena 1 200 spectateurs |

| Feuille de match             | Feuille de match                                                           | Feuille de match        | Feuille de match | Feuille de match                                              |
| ---------------------------- | -------------------------------------------------------------------------- | ----------------------- | --- | ------------------------------------------------------------- |
|                              | - Valchar (Guiberteau) — 9 min 25 s Pard (Lévesque, Carter) — 33 min 2 s - | 0-1 0-2 1-2 2-2 2-3 2-4 | Chouinard (Baylacq, Tartari) — 1 min 32 s Šivic (Chouinard, Favarin) — 3 min 15 s - Petit (Bouchard, Milovanovič) — 38 min 49 s Petit (Bouchard, Lafrance) — 46 min 20 s | Arbitrage : Bruno Colleoni Frédéric Peuriere Guillaume Gielly |
| Charles Lavigne Lucas Savoye | Gardiens                                                                   | Michal Zajkowski        | | Arbitrage : Bruno Colleoni Frédéric Peuriere Guillaume Gielly |
| 6 min                        | Pénalités                                                                  | 4 min                   | | Arbitrage : Bruno Colleoni Frédéric Peuriere Guillaume Gielly |
| 22                           | Tirs                                                                       | 23                      | | Arbitrage : Bruno Colleoni Frédéric Peuriere Guillaume Gielly |

| 14 octobre 2014 | Grenoble | 3-2 (1-1, 2-0, 0-1) | Briançon | Patinoire Polesud 2 700 spectateurs |

| Feuille de match | Feuille de match                                                                                                   | Feuille de match    | Feuille de match                                                                 | Feuille de match                                             |
| ---------------- | --- | ------------------- | -------------------------------------------------------------------------------- | ------------------------------------------------------------ |
|                  | Chouinard (Petit) — 17 min 39 s Roberts (Gustafsson, Petit) — 26 min 47 s Tartari (Chapuis, Baylacq) — 34 min 18 s | 0-1 1-1 2-1 3-1 3-2 | Devin (Igier, Frisk) — 17 min 9 s Di Dio Balsamo (Raux, Cerkovnik) — 50 min 20 s | Arbitrage : Jimmy Bergamelli Gwilherm Margry Gabriel Pointel |
| Michal Zajkowski | Gardiens | Antoine Bonvalot    |                                                                                  | Arbitrage : Jimmy Bergamelli Gwilherm Margry Gabriel Pointel |
| 8 min            | Pénalités | 10 min              |                                                                                  | Arbitrage : Jimmy Bergamelli Gwilherm Margry Gabriel Pointel |
| 33               | Tirs | 25                  |                                                                                  | Arbitrage : Jimmy Bergamelli Gwilherm Margry Gabriel Pointel |

| 14 octobre 2014 | Lyon | 2-4 (1-2, 0-0, 1-2) | Gap | Patinoire Charlemagne 2 338 spectateurs |

| Feuille de match | Feuille de match                                                               | Feuille de match        | Feuille de match | Feuille de match                                            |
| ---------------- | ------------------------------------------------------------------------------ | ----------------------- | --- | ----------------------------------------------------------- |
|                  | Lebey (Biniek, Couture) — 56 s - Biniek (Lebey, Hirvonen) — 43 min 20 s (SN) - | 1-0 1-1 1-2 2-2 2-3 2-4 | - Vondracek (Richter, Valchar) — 3 min 34 s Langlais — 15 min 1 s - Valchar (Richter) — 46 min 8 s (SN) Carter (Richter) — 55 min 1 s | Arbitrage : Damien Bliek Benjamin Scolari Frédéric Peuriere |
| Matej Kristin    | Gardiens                                                                       | Charles Lavigne         | | Arbitrage : Damien Bliek Benjamin Scolari Frédéric Peuriere |
| 12 min           | Pénalités                                                                      | 10 min                  | | Arbitrage : Damien Bliek Benjamin Scolari Frédéric Peuriere |
| 23               | Tirs                                                                           | 25                      | | Arbitrage : Damien Bliek Benjamin Scolari Frédéric Peuriere |

## Séries éliminatoires
|  | Quarts de finale                   | Quarts de finale                   | Quarts de finale              | Quarts de finale              |                               |                               | Demi-finales              | Demi-finales              | Demi-finales              | Demi-finales              |  |  | Finale                                     | Finale                                     | Finale                                     | Finale                                     |
|  |                                    |                                    |                               |                               |                               |                               |                           |                           |                           |                           |  |  |                                            |                                            |                                            |                                            |
|  | 28 octobre et 12 novembre          | 28 octobre et 12 novembre          | 28 octobre et 12 novembre     | 28 octobre et 12 novembre     |                               |                               | 25 novembre et 2 décembre | 25 novembre et 2 décembre | 25 novembre et 2 décembre | 25 novembre et 2 décembre |  |  | 30 décembre, Patinoire de Méribel, Méribel | 30 décembre, Patinoire de Méribel, Méribel | 30 décembre, Patinoire de Méribel, Méribel | 30 décembre, Patinoire de Méribel, Méribel |
|  | 28 octobre et 12 novembre          | 28 octobre et 12 novembre          | 28 octobre et 12 novembre     | 28 octobre et 12 novembre     |                               |                               | 25 novembre et 2 décembre | 25 novembre et 2 décembre | 25 novembre et 2 décembre | 25 novembre et 2 décembre |  |  | 30 décembre, Patinoire de Méribel, Méribel | 30 décembre, Patinoire de Méribel, Méribel | 30 décembre, Patinoire de Méribel, Méribel | 30 décembre, Patinoire de Méribel, Méribel |
|  | (A1) Ducs d'Angers                 | (A1) Ducs d'Angers                 | 2                             | 2                             |                               |                               | 25 novembre et 2 décembre | 25 novembre et 2 décembre | 25 novembre et 2 décembre | 25 novembre et 2 décembre |  |  | 30 décembre, Patinoire de Méribel, Méribel | 30 décembre, Patinoire de Méribel, Méribel | 30 décembre, Patinoire de Méribel, Méribel | 30 décembre, Patinoire de Méribel, Méribel |
|  | (A1) Ducs d'Angers                 | (A1) Ducs d'Angers                 | 2                             | 2                             |                               |                               | 25 novembre et 2 décembre | 25 novembre et 2 décembre | 25 novembre et 2 décembre | 25 novembre et 2 décembre |  |  | 30 décembre, Patinoire de Méribel, Méribel | 30 décembre, Patinoire de Méribel, Méribel | 30 décembre, Patinoire de Méribel, Méribel | 30 décembre, Patinoire de Méribel, Méribel |
|  | (B2) Gamyo Épinal                  | (B2) Gamyo Épinal                  | 9                             | 4                             |                               |                               | 25 novembre et 2 décembre | 25 novembre et 2 décembre | 25 novembre et 2 décembre | 25 novembre et 2 décembre |  |  | 30 décembre, Patinoire de Méribel, Méribel | 30 décembre, Patinoire de Méribel, Méribel | 30 décembre, Patinoire de Méribel, Méribel | 30 décembre, Patinoire de Méribel, Méribel |
|  | (B2) Gamyo Épinal                  | (B2) Gamyo Épinal                  | 9                             | 4                             | Gamyo Épinal                  | Gamyo Épinal                  | 1                         | 5                         |                           |                           |  |  | 30 décembre, Patinoire de Méribel, Méribel | 30 décembre, Patinoire de Méribel, Méribel | 30 décembre, Patinoire de Méribel, Méribel | 30 décembre, Patinoire de Méribel, Méribel |
|  | 28 octobre et 12 novembre          |                                    |                               |                               | Gamyo Épinal                  | Gamyo Épinal                  | 1                         | 5                         |                           |                           |  |  | 30 décembre, Patinoire de Méribel, Méribel | 30 décembre, Patinoire de Méribel, Méribel | 30 décembre, Patinoire de Méribel, Méribel | 30 décembre, Patinoire de Méribel, Méribel |
|  |                                    |                                    | Brûleurs de loups de Grenoble | Brûleurs de loups de Grenoble | 3                             | 4                             |                           |                           |                           |                           |  |  | 30 décembre, Patinoire de Méribel, Méribel | 30 décembre, Patinoire de Méribel, Méribel | 30 décembre, Patinoire de Méribel, Méribel | 30 décembre, Patinoire de Méribel, Méribel |
|  | (C1) Ducs de Dijon                 | (C1) Ducs de Dijon                 | Brûleurs de loups de Grenoble | Brûleurs de loups de Grenoble | 3                             | 4                             | 5                         | 2                         |                           |                           |  |  | 30 décembre, Patinoire de Méribel, Méribel | 30 décembre, Patinoire de Méribel, Méribel | 30 décembre, Patinoire de Méribel, Méribel | 30 décembre, Patinoire de Méribel, Méribel |
|  | (C1) Ducs de Dijon                 | (C1) Ducs de Dijon                 | 25 novembre et 2 décembre     |                               |                               |                               | 5                         | 2                         |                           |                           |  |  | 30 décembre, Patinoire de Méribel, Méribel | 30 décembre, Patinoire de Méribel, Méribel | 30 décembre, Patinoire de Méribel, Méribel | 30 décembre, Patinoire de Méribel, Méribel |
|  | (D2) Brûleurs de loups de Grenoble | (D2) Brûleurs de loups de Grenoble | 5                             | 5                             |                               |                               |                           |                           |                           |                           |  |  | 30 décembre, Patinoire de Méribel, Méribel | 30 décembre, Patinoire de Méribel, Méribel | 30 décembre, Patinoire de Méribel, Méribel | 30 décembre, Patinoire de Méribel, Méribel |
|  | (D2) Brûleurs de loups de Grenoble | (D2) Brûleurs de loups de Grenoble | 5                             | 5                             | Brûleurs de loups de Grenoble | Brûleurs de loups de Grenoble | 3                         | 3                         |                           |                           |  |  |                                            |                                            |                                            |                                            |
|  | 28 octobre et 12 novembre          |                                    |                               |                               | Brûleurs de loups de Grenoble | Brûleurs de loups de Grenoble | 3                         | 3                         |                           |                           |  |  |                                            |                                            |                                            |                                            |
|  |                                    |                                    | Dragons de Rouen              | Dragons de Rouen              | 2                             | 2                             |                           |                           |                           |                           |  |  |                                            |                                            |                                            |                                            |
|  | (B1) Dragons de Rouen              | (B1) Dragons de Rouen              | Dragons de Rouen              | Dragons de Rouen              | 2                             | 2                             | 1                         | 5                         |                           |                           |  |  |                                            |                                            |                                            |                                            |
|  | (B1) Dragons de Rouen              | (B1) Dragons de Rouen              |                               |                               |                               |                               |                           |                           |                           |                           |  |  |                                            |                                            |                                            |                                            |
|  | (A2) Albatros de Brest             | (A2) Albatros de Brest             | 2                             | 1                             |                               |                               |                           |                           |                           |                           |  |  |                                            |                                            |                                            |                                            |
|  | (A2) Albatros de Brest             | (A2) Albatros de Brest             | 2                             | 1                             | Dragons de Rouen              | Dragons de Rouen              | 1                         | 6                         |                           |                           |  |  |                                            |                                            |                                            |                                            |
|  | 28 octobre et 12 novembre          |                                    |                               |                               | Dragons de Rouen              | Dragons de Rouen              | 1                         | 6                         |                           |                           |  |  |                                            |                                            |                                            |                                            |
|  |                                    |                                    | Rapaces de Gap                | Rapaces de Gap                | 2                             | 0                             |                           |                           |                           |                           |  |  |                                            |                                            |                                            |                                            |
|  | (D1) Rapaces de Gap                | (D1) Rapaces de Gap                | Rapaces de Gap                | Rapaces de Gap                | 2                             | 0                             | 6                         | 2                         |                           |                           |  |  |                                            |                                            |                                            |                                            |
|  | (D1) Rapaces de Gap                | (D1) Rapaces de Gap                |                               |                               |                               |                               |                           | 2                         |                           |                           |  |  |                                            |                                            |                                            |                                            |
|  | (C2) Chamois de Chamonix           | (C2) Chamois de Chamonix           | 2                             | 4                             |                               |                               |                           |                           |                           |                           |  |  |                                            |                                            |                                            |                                            |
|  | (C2) Chamois de Chamonix           | (C2) Chamois de Chamonix           | 2                             | 4                             |                               |                               |                           |                           |                           |                           |  |  |                                            |                                            |                                            |                                            |
|  |                                    |                                    |                               |                               |                               |                               |                           |                           |                           |                           |  |  |                                            |                                            |                                            |                                            |

### Quarts de finale
| 28 octobre 2014 | Épinal | 9-2 (2-0, 4-2, 3-0) | Angers | Patinoire de Poissompré 1 450 spectateurs |

| Feuille de match | Feuille de match | Feuille de match                            | Feuille de match                                                                    | Feuille de match                                             |
| ---------------- | --- | ------------------------------------------- | ----------------------------------------------------------------------------------- | ------------------------------------------------------------ |
|                  | Goulet (Leonelli, Beron) — 7 min 25 s Leonelli (Ograjenšek, Beron) — 17 min 9 s Kuralt (Baazzi, Susanj) — 21 min 50 s Ograjenšek (Beron, Baazzi) — 25 min 57 s Susanj (Ograjenšek, Baazzi) — 32 min 15 s Kloz (Petrák, Plch) — 33 min 23 s - Hordelalay — 46 min 1 s Leonelli (Ograjenšek, Slovak) — 46 min 39 s Valier (Le Blond, Moisand) — 53 min 55 s | 1-0 2-0 3-0 4-0 5-0 6-0 6-1 6-2 7-2 8-2 9-2 | - Campbell (Skinnars) — 34 min 25 s (SN) Campbell (Busto, Skinnars) — 38 min 35 s - | Arbitrage : Nicolas Barbez David Courgeon Sébastien Geoffroy |
| Andrej Hočevar   | Gardiens | Alexis Neau Julien Gaubert                  |                                                                                     | Arbitrage : Nicolas Barbez David Courgeon Sébastien Geoffroy |
| 8 min            | Pénalités | 20 min                                      |                                                                                     | Arbitrage : Nicolas Barbez David Courgeon Sébastien Geoffroy |
| 44               | Tirs | 34                                          |                                                                                     | Arbitrage : Nicolas Barbez David Courgeon Sébastien Geoffroy |

| 12 novembre 2014 | Angers | 2-4 (1-2, 1-0, 0-2) | Épinal | Patinoire du Haras |

| Feuille de match     | Feuille de match                                                            | Feuille de match        | Feuille de match | Feuille de match                                               |
| -------------------- | --------------------------------------------------------------------------- | ----------------------- | --- | -------------------------------------------------------------- |
|                      | - Gaborit (Bisaillon) — 7 min 7 s Bisaillon (Tifu, Gaborit) — 27 min 29 s - | 0-1 0-2 1-2 2-2 2-3 2-4 | Martin (Offret, Ouimet) — 2 min 16 s Baazzi — 3 min 21 s - Moisand (Ograjenšek, Hordelalay) — 43 min 37 s Valier (Hordelalay, Ograjenšek) — 57 min 47 s | Arbitrage : Alexandre Bourreau Pierre Dehaen Clément Goncalves |
| Jean-Sébastien Aubin | Gardiens                                                                    | Andrej Hočevar          | | Arbitrage : Alexandre Bourreau Pierre Dehaen Clément Goncalves |
| 34 min               | Pénalités                                                                   | 18 min                  | | Arbitrage : Alexandre Bourreau Pierre Dehaen Clément Goncalves |
| 28                   | Tirs                                                                        | 30                      | | Arbitrage : Alexandre Bourreau Pierre Dehaen Clément Goncalves |

| Feuille de match | Feuille de match | Feuille de match                        | Feuille de match | Feuille de match                                               |
| ---------------- | --- | --------------------------------------- | --- | -------------------------------------------------------------- |
|                  | - Šivic (Gustafsson, Chouinard) — 8 min 49 s (SN) Perret — 15 min 38 s (TP) - Petit (Šivic, Gustafsson) — 35 min 58 s (SN) Jalbert (Zajkowski) — 38 min 13 s Simonneau (Perret, Tartari) — 48 min 15 s | 0-1 1-1 2-1 2-2 2-3 2-4 2-5 3-5 4-5 5-5 | Gutierrez (Kevorkian) — 6 min 15 s - Dame-Malka (Gutierrez) — 24 min 2 s (IN) Gutierrez (Mahier) — 27 min 17 s Gutierrez (Dame-Malka, Gascon) — 32 min 46 s (SN) Cacciotti (Gauthier, Gutierrez) — 33 min 49 s - | Arbitrage : Benjamin Gremion Gwilherm Margry Frédéric Peuriere |
| Michal Zajkowski | Gardiens | Juliàn Barrier-Heyligen                 | | Arbitrage : Benjamin Gremion Gwilherm Margry Frédéric Peuriere |
| 10 min           | Pénalités | 12 min                                  | | Arbitrage : Benjamin Gremion Gwilherm Margry Frédéric Peuriere |
| 32               | Tirs | 22                                      | | Arbitrage : Benjamin Gremion Gwilherm Margry Frédéric Peuriere |

| 12 novembre 2014 | Dijon | 2-5 (0-0, 1-1, 1-4) | Grenoble | Patinoire Trimolet 712 spectateurs |

| Feuille de match        | Feuille de match                                                                      | Feuille de match            | Feuille de match | Feuille de match                                       |
| ----------------------- | ------------------------------------------------------------------------------------- | --------------------------- | --- | ------------------------------------------------------ |
|                         | Salmivirta (Gascon, Briand) — 37 min 29 s - Kevorkian (Mulle, Mahier) — 46 min 41 s - | 1-0 1-1 2-1 2-2 2-3 2-4 2-5 | - Jalbert (Chouinard) — 39 min 50 s - Tartari (Simonneau, Gustafsson) — 49 min 29 s Bouchard (Lafrance, Roberts) — 56 min 44 s Chouinard (Lessard, Baylacq) — 58 min 22 s (CV) Bouchard (Lafrance, Favarin) — 58 min 53 s (CV) | Arbitrage : Geoffrey Barcelo Yann Furet Thomas Caillot |
| Juliàn Barrier-Heyligen | Gardiens                                                                              | Michal Zajkowski            | | Arbitrage : Geoffrey Barcelo Yann Furet Thomas Caillot |
| 22 min                  | Pénalités                                                                             | 22 min                      | | Arbitrage : Geoffrey Barcelo Yann Furet Thomas Caillot |
| 39                      | Tirs                                                                                  | 36                          | | Arbitrage : Geoffrey Barcelo Yann Furet Thomas Caillot |

| 28 octobre 2014 | Brest | 2-1 (0-0, 2-0, 0-1) | Rouen | Rinkla Stadium 950 spectateurs |

| Feuille de match | Feuille de match                                                     | Feuille de match | Feuille de match                              | Feuille de match                                             |
| ---------------- | -------------------------------------------------------------------- | ---------------- | --------------------------------------------- | ------------------------------------------------------------ |
|                  | Tô-Landry (Reddick, Breault) — 21 min 39 s Tô-Landry — 33 min 15 s - | 1-0 2-0 2-1      | - Desrosiers (Thinel, Charland) — 53 min 11 s | Arbitrage : Geoffrey Barcelo Clément Goncalves Pierre Dehaen |
| Léo Bertein      | Gardiens                                                             | Nicola Riopel    |                                               | Arbitrage : Geoffrey Barcelo Clément Goncalves Pierre Dehaen |
| 24 min           | Pénalités                                                            | 6 min            |                                               | Arbitrage : Geoffrey Barcelo Clément Goncalves Pierre Dehaen |
| 25               | Tirs                                                                 | 39               |                                               | Arbitrage : Geoffrey Barcelo Clément Goncalves Pierre Dehaen |

| 12 novembre 2014 | Rouen | 5-1 (3-0, 2-1, 0-0) | Brest | Île Lacroix 2 535 spectateurs |

| Feuille de match | Feuille de match | Feuille de match        | Feuille de match                                | Feuille de match                                            |
| ---------------- | --- | ----------------------- | ----------------------------------------------- | ----------------------------------------------------------- |
|                  | Thinel (Guénette, Janil) — 31 s Coulombe (Thinel) — 11 min 26 s Koudys (Leveillé, Guillemain) — 13 min 7 s Benoît (Cunningham, Leveillé) — 26 min 49 s - Janil (Desrosiers, Lacroix) — 39 min 24 s (SN) | 1-0 2-0 3-0 4-0 4-1 5-1 | - Motreff (Tô-Landry, Cannizzo) — 36 min 54 s - | Arbitrage : Alexandre Hauchart Matthieu Loos Jérémie Douchy |
| Fabrice Lhenry   | Gardiens | Léo Bertein             |                                                 | Arbitrage : Alexandre Hauchart Matthieu Loos Jérémie Douchy |
| 16 min           | Pénalités | 20 min                  |                                                 | Arbitrage : Alexandre Hauchart Matthieu Loos Jérémie Douchy |
| 38               | Tirs | 17                      |                                                 | Arbitrage : Alexandre Hauchart Matthieu Loos Jérémie Douchy |

| 28 octobre 2014 | Chamonix | 2-6 (1-2, 1-3, 0-1) | Gap | Centre sportif Richard-Bozon |

| Feuille de match  | Feuille de match                                                                  | Feuille de match                | Feuille de match | Feuille de match                                         |
| ----------------- | --------------------------------------------------------------------------------- | ------------------------------- | --- | -------------------------------------------------------- |
|                   | - Bissonnette (Hardy, Beaudry) — 13 min 19 s - Gras (Masson) — 25 min 15 s (SN) - | 0-1 0-2 1-2 1-3 2-3 2-4 2-5 2-6 | Carter (Pard, Vondracek) — 5 min 27 s Pard (Bartman, Wahl) — 12 min 33 s (SN) - Arrossamena (Goličič) — 22 min 10 s - Richter (Valchar) — 29 min 45 s Valchar (Richter, Chiappino) — 35 min 3 s Richter — 53 min 16 s (SN) | Arbitrage : Bruno Colleoni Gabriel Pointel Joris Barcelo |
| Clément Fouquerel | Gardiens                                                                          | Charles Lavigne                 | | Arbitrage : Bruno Colleoni Gabriel Pointel Joris Barcelo |
| 8 min             | Pénalités                                                                         | 14 min                          | | Arbitrage : Bruno Colleoni Gabriel Pointel Joris Barcelo |
| 28                | Tirs                                                                              | 21                              | | Arbitrage : Bruno Colleoni Gabriel Pointel Joris Barcelo |

| 12 novembre 2014 | Gap | 2-4 (0-4, 2-0, 0-0) | Chamonix | Stade de glace Alp'Arena 1 687 spectateurs |

| Feuille de match | Feuille de match                                                                       | Feuille de match        | Feuille de match | Feuille de match                                       |
| ---------------- | -------------------------------------------------------------------------------------- | ----------------------- | --- | ------------------------------------------------------ |
|                  | - Carter (Valchar, Richter) — 29 min 41 s Rohat (Arrossamena, Trabichet) — 37 min 38 s | 0-1 0-2 0-3 0-4 1-4 2-4 | Terrier (Bedin) — 4 min 28 s Hardy (Bissonnette, Masson) — 6 min 41 s Tremblay (Jestin, Hascoët) — 10 min 3 s Gras (Hardy, Masson) — 19 min 21 s - | Arbitrage : Damien Bliek Gwilherm Margry Alexis Grabit |
| Charles Lavigne  | Gardiens                                                                               | Clément Fouquerel       | | Arbitrage : Damien Bliek Gwilherm Margry Alexis Grabit |
| 16 min           | Pénalités                                                                              | 16 min                  | | Arbitrage : Damien Bliek Gwilherm Margry Alexis Grabit |
| 26               | Tirs                                                                                   | 31                      | | Arbitrage : Damien Bliek Gwilherm Margry Alexis Grabit |

### Demi-finales
| 25 novembre 2014 | Épinal | 1-3 (1-3, 0-0, 0-0) | Grenoble | Patinoire de Poissompré 1 450 spectateurs |

| Feuille de match | Feuille de match                             | Feuille de match | Feuille de match | Feuille de match                                   |
| ---------------- | -------------------------------------------- | ---------------- | --- | -------------------------------------------------- |
|                  | Kara (Beron, Hordelalay) — 7 min 13 s (SN) - | 1-0 1-1 1-2 1-3  | - Treille (Chouinard, Roberts) — 11 min 55 s (SN) Gustafsson (Chouinard, Petit) — 16 min 55 s Petit (Chouinard, Roberts) — 18 min 42 s | Arbitrage : Savice Fabre Yann Furet David Courgeon |
| Andrej Hočevar   | Gardiens                                     | Michal Zajkowski | | Arbitrage : Savice Fabre Yann Furet David Courgeon |
| 6 min            | Pénalités                                    | 10 min           | | Arbitrage : Savice Fabre Yann Furet David Courgeon |
| 33               | Tirs                                         | 21               | | Arbitrage : Savice Fabre Yann Furet David Courgeon |

| 2 décembre 2014 | Grenoble | 4-5 (2-2, 1-2, 1-1) | Épinal | Patinoire Polesud 3 250 spectateurs |

| Feuille de match | Feuille de match | Feuille de match                    | Feuille de match | Feuille de match                                               |
| ---------------- | --- | ----------------------------------- | --- | -------------------------------------------------------------- |
|                  | - Chouinard (Lessard, Roberts) — 5 min 46 s Tartari (Baylacq, Treille) — 12 min 52 s Bouchard (Chouinard) — 20 min 20 s (SN) - Bouchard (Chouinard, Gervais) — 47 min 25 s (IN) - | 0-1 0-2 1-2 2-2 3-2 3-3 3-4 4-4 4-5 | Goulet (Petrák, Baazzi) — 2 min 11 s Kara (Beron, Ograjenšek) — 4 min 7 s - Susanj (Offret, Baazzi) — 31 min 39 s Plch (Beron, Petrák) — 38 min 13 s (SN) - Petrák (Goulet, Beron) — 58 min 48 s | Arbitrage : Geoffrey Barcelo Gwilherm Margry Frédéric Peuriere |
| Michal Zajkowski | Gardiens | Andrej Hočevar                      | | Arbitrage : Geoffrey Barcelo Gwilherm Margry Frédéric Peuriere |
| 10 min           | Pénalités | 10 min                              | | Arbitrage : Geoffrey Barcelo Gwilherm Margry Frédéric Peuriere |
| 20               | Tirs | 35                                  | | Arbitrage : Geoffrey Barcelo Gwilherm Margry Frédéric Peuriere |

| 25 novembre 2014 | Gap | 2-1 (1-0, 0-1, 1-0) | Rouen | Stade de glace Alp'Arena 2 284 spectateurs |

| Feuille de match | Feuille de match                                                                             | Feuille de match | Feuille de match                            | Feuille de match                                             |
| ---------------- | -------------------------------------------------------------------------------------------- | ---------------- | ------------------------------------------- | ------------------------------------------------------------ |
|                  | Arrossamena (Goličič, Valchar) — 5 min 56 s - Arrossamena (Valchar, Vondráček) — 44 min 15 s | 1-0 1-1 2-1      | - Lampérier (Janil, Thinel) — 10 min 47 s - | Arbitrage : Bruno Colleoni Gwilherm Margry Frédéric Peuriere |
| Charles Lavigne  | Gardiens                                                                                     | Nicola Riopel    |                                             | Arbitrage : Bruno Colleoni Gwilherm Margry Frédéric Peuriere |
| 10 min           | Pénalités                                                                                    | 22 min           |                                             | Arbitrage : Bruno Colleoni Gwilherm Margry Frédéric Peuriere |
| 31               | Tirs                                                                                         | 34               |                                             | Arbitrage : Bruno Colleoni Gwilherm Margry Frédéric Peuriere |

| 2 décembre 2014 | Rouen | 6-0 (3-0, 2-0, 1-0) | Gap | Île Lacroix 2 547 spectateurs |

| Feuille de match | Feuille de match | Feuille de match                  | Feuille de match | Feuille de match                                        |
| ---------------- | --- | --------------------------------- | ---------------- | ------------------------------------------------------- |
|                  | Guénette (Lampérier, Manavian) — 4 min 26 s Guénette (Lampérier, Thinel) — 8 min 22 s Leveillé (Cunningham, Koudys) — 13 min 53 s Faure (Desrosiers) — 20 min 48 s Desrosiers (Cunningham, Guillemain) — 39 min 41 s Lacroix (Desrosiers, Manavian) — 48 min 29 s | 1-0 2-0 3-0 4-0 5-0 6-0           | -                | Arbitrage : Jérémy Rauline Pierre Dehaen Thomas Caillot |
| Fabrice Lhenry   | Gardiens | Charles Lavigne Aurélien Bertrand |                  | Arbitrage : Jérémy Rauline Pierre Dehaen Thomas Caillot |
| 14 min           | Pénalités | 10 min                            |                  | Arbitrage : Jérémy Rauline Pierre Dehaen Thomas Caillot |
| 40               | Tirs | 18                                |                  | Arbitrage : Jérémy Rauline Pierre Dehaen Thomas Caillot |

### Finale
| 30 décembre 2014 | Grenoble | 3-2 (3-1, 0-1, 0-0) | Rouen | Patinoire de Méribel 2 500 spectateurs |

| Feuille de match | Feuille de match                                                                                 | Feuille de match    | Feuille de match                                                                               | Feuille de match                                                         |
| ---------------- | ------------------------------------------------------------------------------------------------ | ------------------- | ---------------------------------------------------------------------------------------------- | ------------------------------------------------------------------------ |
|                  | Tartari (Treille) — 4 min 22 s Šivic (Chouinard) — 5 min 5 s - Chouinard (Petit) — 13 min 54 s - | 1-0 2-0 2-1 3-1 3-2 | - Saint-André (Koudys, Cunningham) — 7 min - Guénette (Lamperier, Manavian) — 35 min 20 s (SN) | Arbitrage : Nicolas Barbez et Damien Bliek Yann Furet et Gwilherm Margry |
| Zajkowski        | Gardiens                                                                                         | Riopel              |                                                                                                | Arbitrage : Nicolas Barbez et Damien Bliek Yann Furet et Gwilherm Margry |
| 10 min           | Pénalités                                                                                        | 14 min              |                                                                                                | Arbitrage : Nicolas Barbez et Damien Bliek Yann Furet et Gwilherm Margry |
| 27               | Tirs                                                                                             | 39                  |                                                                                                | Arbitrage : Nicolas Barbez et Damien Bliek Yann Furet et Gwilherm Margry |